# Asia Argento
Pour les articles homonymes, voir Argento.
Aria Argento, dite Asia Argento [ˈaːzja arˈd͡ʒɛnto], née le 20 septembre 1975 à Rome, est une actrice, réalisatrice, scénariste, productrice, mannequin, DJ et chanteuse italienne.
Au cours de sa carrière, elle a remporté de nombreux prix, dont deux David di Donatello de la meilleure actrice pour les films Perdiamoci di vista (1994) et Compagne de voyage (1997) et un Ruban d'argent pour L'Incomprise (2014), qu'elle a réalisé. Elle est connue pour avoir été tête d'affiche de plusieurs gialli et films d'épouvante de son père Dario Argento, dont Trauma (1993), Le Syndrome de Stendhal (1996), Le Fantôme de l'Opéra (1998), La Troisième Mère (2007), Dracula (2012) et Lunettes noires (2022). Elle est également une habituée des films d'Abel Ferrara : New Rose Hotel (1998), Go Go Tales (2007), Padre Pio (2022), et American Nails (2025).
En France, elle a joué notamment dans La Reine Margot (1994) de Patrice Chéreau, Les Misérables (2000) de Josée Dayan, Transylvania (2006) de Tony Gatlif, Une vieille maîtresse (2007) de Catherine Breillat, De la guerre (2008) de Bertrand Bonello ou Les Reines du drame (2024) d'Alexis Langlois.
Elle est elle-même passée derrière la caméra pour plusieurs films, dont Le Livre de Jérémie (2004) et L'Incomprise (2014) qui traitent tous deux de l'enfance.
Après l'affaire Harvey Weinstein en 2017, elle est devenue une figure de proue du mouvement #MeToo. En août 2018, elle est accusée d'avoir abusé sexuellement de l'acteur Jimmy Bennett en 2013, alors qu'il avait 17 ans et elle 37,.

## Biographie

### Enfance
Son père est le réalisateur Dario Argento, maître du giallo, fils du producteur Salvatore Argento (1914-1987) et de la photographe de mode brésilienne Elda Luxardo (1915-2013).
Sa mère est l'actrice Daria Nicolodi (1950-2020), fille d’un avocat juif et d’une philologue catholique. Son arrière-grand-père est le compositeur Alfredo Casella.
Asia Argento est née Aria Maria Vittoria Rossa Argento à Rome le 20 septembre 1975. Ses parents souhaitaient la baptiser Asia, mais les services de l'état civil, trouvant étrange ce prénom — qui signifie « Asie » en italien — refusent. L'enfant est donc officiellement baptisée Aria (prénom accepté par l'administration, bien qu'il ait également une signification en italien, en l'occurrence « air »). Asia demeure cependant son prénom d'usage, avant de devenir son nom de scène.
Argento est également la demi-sœur de l'ancienne actrice et créatrice de mode Fiorella Argento, connue sous le nom de Fiore, née en 1970 du précédent mariage de son père avec Marisa Casale. En plus de Fiore, elle avait une autre demi-sœur, Anna Ceroli Nicolodi, née le 9 juin 1972 de la précédente relation de sa mère avec le sculpteur Mario Ceroli (it) et décédée dans un accident de voiture le 29 septembre 1994.

### Carrière d'actrice

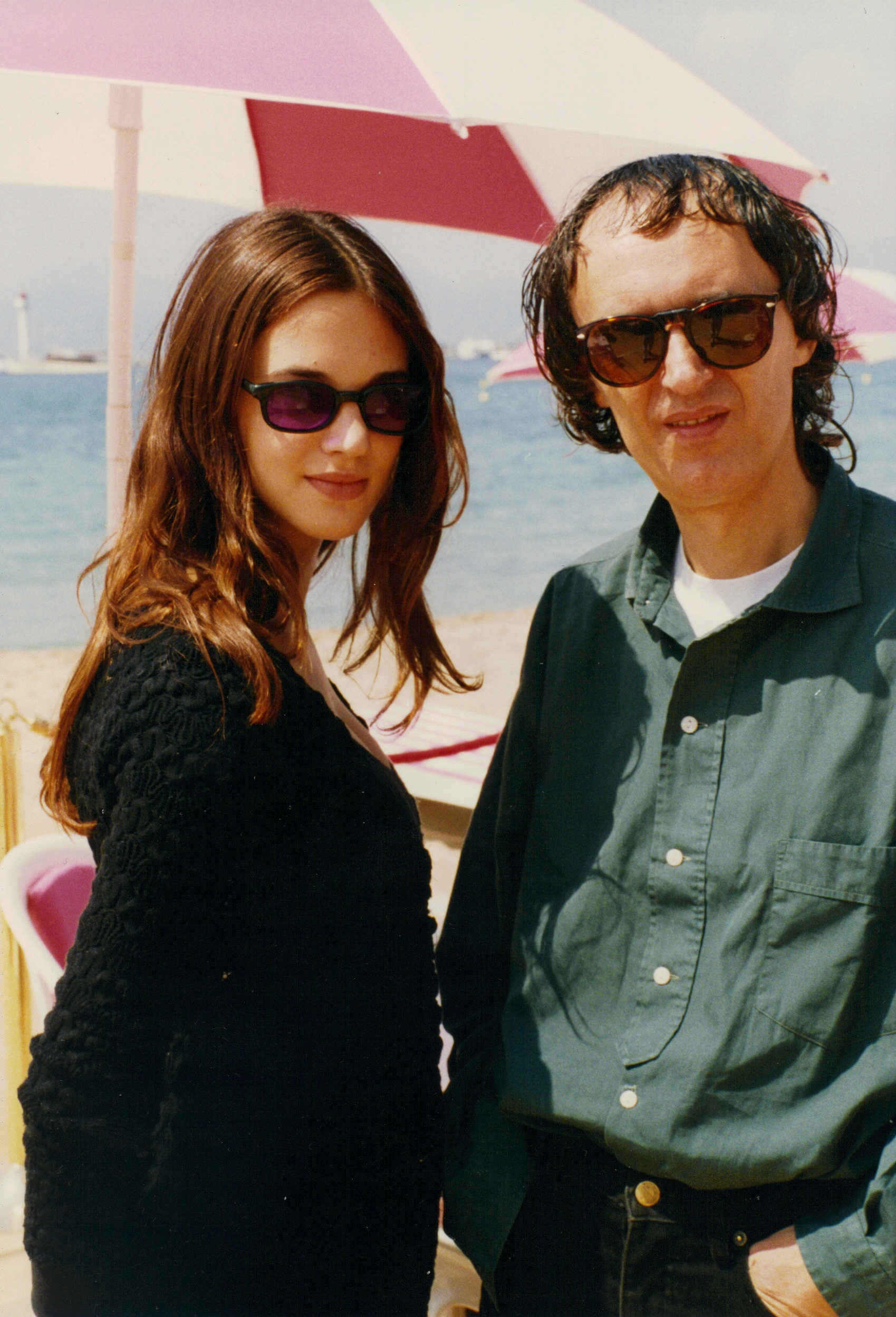
Asia Argento et son père Dario Argento au Festival de Cannes 1993.

Entre 1984 et 1989, Asia Argento mène une intense carrière d'enfant actrice, jouant dans six films, et débute à l'âge de neuf ans dans le téléfilm Il ritorno di Guerriero (1984), épisode de la mini-série Sogni e bisogni (it), réalisée par Sergio Citti. Avec son père, elle participe à deux films dans son genre préféré, l'épouvante, qu'il a écrits et produits : Démons 2, de Lamberto Bava (1986) et Sanctuaire de Michele Soavi (1989), auxquels il faut ajouter l'épisode Giallo Natale de la série télévisée Turno di notte, de Luigi Cozzi (1987). « J'ai travaillé avec mon père pour qu'il m'aime » indique-t-elle un peu cruellement dans une interview. En 1988, à l'âge de treize ans, elle tient un rôle principal dans le film Zoo, l'appel de la nuit (1988), réalisé par Cristina Comencini, tandis que l'année suivante, elle est sélectionnée par Nanni Moretti pour jouer la fille de son alter ego Michele Apicella dans Palombella rossa (1989).
En 1992, elle participe au film Les Amies de cœur de Michele Placido dans le rôle de la sombre et sensible Simona, succube d'un père incestueux, ce qui lui vaut un succès considérable ; l'année suivante, elle retourne tourner avec son père sur le plateau de Trauma. En 1994, elle est sélectionnée par Carlo Verdone pour incarner Arianna, la jeune fille paraplégique dotée d'une vitalité explosive qui démasque les visées d'un présentateur de télévision à la recherche de cobayes humains pour faire de l'audience dans Perdiamoci di vista ; pour ce film, elle reçoit le David di Donatello de la meilleure actrice et le Ciak d'oro.
Elle quitte le domicile familial à 17 ans, gagnant sa vie de cachets d'actrice. En 1994, Asia Argento a été l'une des trois principales interprètes italiennes (avec Virna Lisi et Claudio Amendola) dans la superproduction française La Reine Margot de Patrice Chéreau, d'après le roman éponyme d'Alexandre Dumas père. Dans ce film, dans lequel elle joue aux côtés d'Isabelle Adjani et Daniel Auteuil, Argento incarne Charlotte de Sauve, membre de l'escadron volant de la diabolique Catherine de Médicis. Le film a connu un grand succès, remportant le Prix du jury au Festival de Cannes 1994, en France et en Italie, ainsi que cinq Césars, dont celui de la meilleure actrice pour Adjani.
En 1996, elle remporte un deuxième David di Donatello de la meilleure actrice dans le film Compagne de voyage de Peter Del Monte, où elle joue le rôle de Cora, chargée de suivre un vagabond âgé (Michel Piccoli) à travers l'Italie. Le film lui vaut également la Grolla d'oro. La même année, elle participe à La sindrome di Stendhal, réalisé par son père. En 1997, Argento joue le rôle d'une voleuse dans Viola bacia tutti de Giovanni Veronesi, tandis que l'année suivante, elle participe au Fantôme de l'opéra de son père Dario d'après le roman éponyme de Gaston Leroux. Plutôt mal reçu par la critique, il a fait l'objet d'une rétrospective à la Cinémathèque française en 2022, qui estime qu'il s'agit du « film qui apporte au cinéaste la reconnaissance d'une critique plus classique, en dehors des sentiers battus du bis ». Elle joue ensuite dans New Rose Hotel, de l'Américain Abel Ferrara, le premier d'une longue collaboration avec ce cinéaste sulfureux.

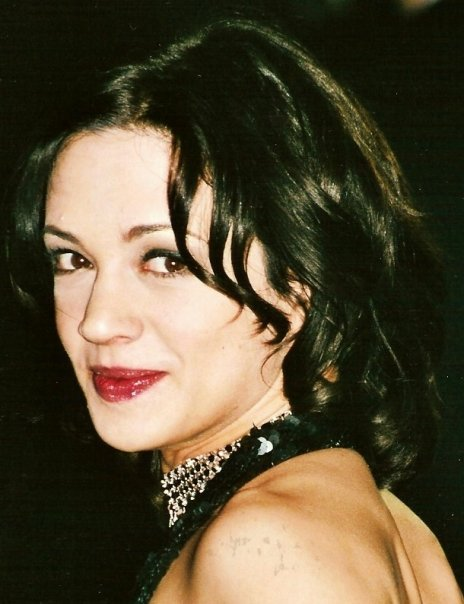
Asia Argento au Festival de Cannes 2005.

Les années suivantes, elle travaille principalement à l'étranger, d'abord en France dans Misérables (2000) d'après le roman éponyme de Victor Hugo, mise en scène par Josée Dayan. Aux côtés de Gérard Depardieu en Jean Valjean, Christian Clavier en Thénardier, John Malkovich en Javert et Virginie Ledoyen en Cosette, elle joue le rôle de l'infortunée Éponine Thénardier. La diffusion télévisée est un succès en France avec 10,4 millions de téléspectateurs. Ensuite, Asia Argento part aux États-Unis, où elle apparaît aux côtés de Vin Diesel dans le film d'action xXx (2002) de Rob Cohen. En 2005, elle fait partie de la distribution de Last Days, réalisé par Gus Van Sant, un film sur les derniers jours de la vie de Kurt Cobain, le chanteur du groupe Nirvana. La même année, elle joue dans le film de zombies Le Territoire des morts, de George A. Romero. En 2006, elle interprète le rôle de la comtesse du Barry dans Marie-Antoinette de Sofia Coppola, un film « kitsch et rococo » selon Le Monde.
Elle revient en Europe pour Transylvania de Tony Gatlif, présenté au festival de Cannes 2006. Elle y incarne Zingarina, une Italienne rebelle qui s'en va en Transylvanie retrouver l'homme qu'elle aime et danser sur des airs tziganes. En 2007, elle apparaît dans Go Go Tales, un film sur le strip-tease filmé à New York et à Rome par Abel Ferrara, et classé 7e meilleur film de l'année par les Cahiers du cinéma. Elle retrouver ensuite son père Dario pour jouer dans le film d'épouvante La Troisième Mère, le troisième opus de la Trilogie des trois mères débutée dans les années 1970 avec Suspiria.
En 2007, elle joue dans trois des films de la sélection officielle du 60e festival de Cannes, dont Une vieille maîtresse de Catherine Breillat, d'après l'œuvre de Barbey d'Aurevilly, où, « physiquement intéressante pour le rôle de Vellini », elle « marmonne un français laborieux teinté d'un accent si fort qu'on ne comprend pas la moitié de ce qu'elle dit ».
Elle revient à Cannes en 2008, actrice dans le film De la guerre, de Bertrand Bonello, sélectionné dans la Quinzaine des réalisateurs, cinéaste avec lequel elle avait déjà tourné un court métrage consacrée à la photographe Cindy Sherman (Cindy, The Doll Is Mine, 2005). Apparaissant en tenue légère, elle déclare de façon provocatrice « je pourrais monter les marches complètement nue », mais ne le fait pas. En mai 2009, elle est à Cannes, de nouveau, membre du jury de ce festival, placé sous la présidence d'Isabelle Huppert.
En 2011, elle tient également un rôle dans le drame Sangue caldo (it) de Canale 5, aux côtés de Gabriel Garko (it) ; l'année suivante, elle apparaît dans le film réalisé par son père Dracula. En 2013, elle rejoint la distribution de la saison 5 de Mafiosa pour jouer le rôle de Charlie, petite amie de Sandra Paoli. En 2014, elle joue ensuite dans la fiction Rodolfo Valentino, également diffusée sur Canale 5. En 2015, invitée au Festival du film de Giffoni, Argento annonce qu'elle abandonne sa carrière d'actrice pour se consacrer exclusivement à la réalisation ; elle reprend néanmoins l'interprétation en 2018, apparaissant notamment dans le film de son père Lunettes noires (2022), qu'elle a également produit. Au tournant des années 2023 et 2024, elle revient à la télévision après presque dix ans, en jouant dans la série Gigolò per caso (it), un remake italien de la série Alphonse de Nicolas Bedos.
En 2023, elle incarne une agent du renseignement dans Seule : Les Dossiers Silvercloud, le premier film du Franco-Suisse Jérôme Dassier, puis un rôle secondaire dans le film musical queer Les Reines du drame, le premier film d'Alexis Langlois présenté au Festival de Cannes 2024.

### Carrière de réalisatrice

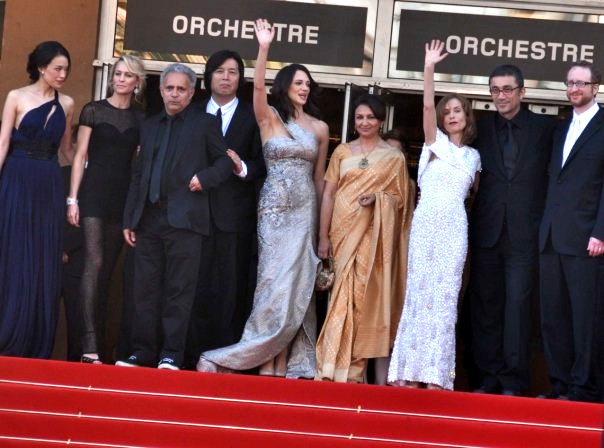
Asia Argento parmi le jury du festival de Cannes 2009.

Parallèlement à son travail d'actrice, Asia Argento a entamé une carrière de réalisatrice. Elle fait ses débuts derrière la caméra en 1994, avec le court métrage Perspectives, inclus dans le film collectif De Generazione, sur une musique du musicien et poète américain Erzsebet Beck. Elle tourne ensuite le vidéoclip La tua lingua sul mio cuore de Royalize, présenté au festival de Locarno en 1999. En 2000, elle réalise son premier long métrage, Scarlet Diva, portrait personnel d'une vedette déjantée, qui ne rencontre cependant pas le succès escompté.
En 2001, elle réalise le clip vidéo L'assenzio (The Power of Nothing) pour Bluvertigo. En 2003, elle réalise également le clip vidéo controversé et sulfureux s(AINT) de Marilyn Manson, extrait de l'album The Golden Age of Grotesque. En 2004, elle a ensuite tourné aux États-Unis le film Le Livre de Jérémie, adaptation d'un roman de JT LeRoy, dans lequel apparaissent des acteurs de renommée internationale tels que Peter Fonda, Ornella Muti, Winona Ryder et Michael Pitt. Elle a également réalisé plusieurs vidéoclips pour la chanteuse Loredana Bertè, avec laquelle elle entretient une profonde amitié née sur le plateau de l'émission Milano-Roma.
En 2012, elle est de retour derrière la caméra pour réaliser un court métrage pour la première collection de mode de la styliste Ludovica Amati.
En 2013, elle repasse derrière la caméra pour tourner le court métrage Era di marzo dans la ville de Salerne, avec l'acteur Yari Gugliucci ; l'année suivante, elle dirige l'actrice française Charlotte Gainsbourg et l'acteur Gabriel Garko dans le film L'Incomprise, qui est un échec commercial, ne rapportant que 45 000 euros lors de son premier week-end d'exploitation. Cependant, le film est nommé pour quatre Rubans d'argent 2014 et la jeune actrice principale, Giulia Salerno, remporte le prix Guglielmo Biraghi en tant que jeune espoir du cinéma italien,.

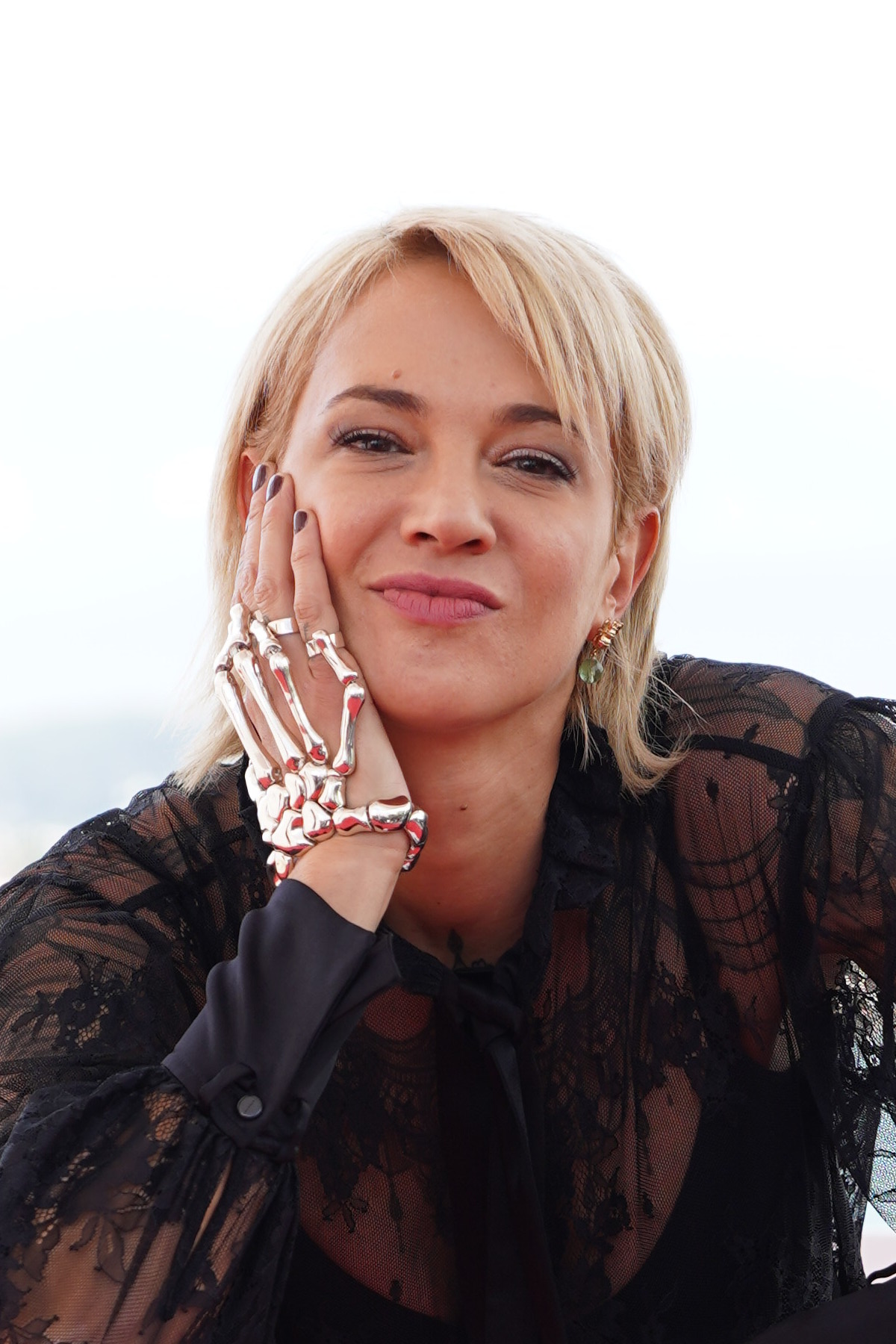
Asia Argento au Festival de Sitges 2019.

La même année, elle réalise un court-métrage de mode pour la première collection de la créatrice de mode Ludovica Amati.

### Autres activités
On l'a entendue également mixer un peu partout dans le monde pour faire partager ses goûts musicaux. Asia Argento a également deux collaborations en tant que chanteuse à son actif. En 2002, elle a été choisie par le producteur de disques et DJ français Dimitri Tikovoï pour son projet Trash Palace, pour reprendre avec Brian Molko Je t'aime… moi non plus de Serge Gainsbourg, une chanson d'amour de 1969 interprétée dans l'original avec sa femme Jane Birkin : dans la reprise, cependant, pour respecter le concept de l'album (intitulé Positions) qui traite du XXe siècle avec ses ambiguïtés et ses perversions sexuelles, Argento et Molko chantent en inversant les rôles masculin/féminin.
En 2008, elle collabore à l'album From A to A - Catastrophe Theory de Morgan, son ancien partenaire. La même année, elle prête également sa voix italienne à Faith Connors, la protagoniste du jeu vidéo Mirror's Edge.
Elle est apparue dans un clip de Placebo et de Munk. Elle a réalisé un duo avec Paulo Furtado (alias The Legendary Tigerman) sur la chanson Life Ain't Enough for You de l'album Femina sorti en 2009. La même année, elle participe à la vidéo Ancora qui, le single de Renato Zero présent dans l'album Presente. Elle a produit son premier album musical, Total Entropy, en 2013,.
Asia Argento a également été mannequin pour la campagne printemps-été d'Ermanno Scervino en 2013 et 2014. En 2015, elle participe en tant que juge au talent show de la Rai 1, Forte forte forte, créé par Raffaella Carrà et Sergio Japino, animé par Ivan Olita.
En février 2016, elle participe en binôme avec Maykel Fonts à la 11e édition de la version italienne de Danse avec les stars, Ballando con le stelle,. L'acteur Pierre Cosso fait également partie des candidats.
En juillet 2016, elle est annoncée pour la première fois dans une pièce de théâtre intitulée Rosalind Franklin: Il segreto della vita. Elle se produit en mars et avril 2017 au Teatro Eliseo à Rome.
En 2017, elle est choisie par Emanuela Martini comme « réalisatrice invitée » au 35e Festival du film de Turin, où elle réalise également une performance artistique dirigée par Bertrand Bonello.
En 2017, elle participe à la création du nouvel album du groupe français Indochine en réalisant le clip du nouveau single : La vie est belle et en faisant un duo avec le groupe, sur cet album, nommé 13. La chanson a pour titre Gloria.
En mai 2018, elle est choisie comme juge dans l'émission de talents X Factor, diffusée sur Sky. En septembre de la même année, à la suite des accusations de Jimmy Bennett envers elle, Asia Argento et la production de l'émission mettent fin à leur collaboration. À partir des épisodes suivant la sélection des chanteurs en compétition (en direct), elle est alors remplacée par Lodo Guenzi de Lo Stato Sociale.
En 2019, elle est désignée présidente du jury de la 27e édition du Festival international du film fantastique de Gérardmer qui se déroule du 29 janvier au 2 février 2020 ; elle devient la première femme à occuper cette fonction.
En 2020, elle participe, avec son amie Vera Gemma, à la huitième édition de Pechino Express, formant le couple « Figlie d'arte ». Argento est cependant contrainte de se retirer dès le deuxième épisode en raison d'une blessure au genou gauche.
Lors du Festival du cinéma méditerranéen de Montpellier 2021, elle est présidente du jury.

### Vie privée
De 2000 à 2006, elle a eu une relation avec le chanteur Morgan de Bluvertigo, avec lequel elle a eu une fille, Anna Lou (nommée Anna en l'honneur de sa sœur décédée en 1994) le 20 juin 2001.
Elle a été fiancée à l'acteur américain Michael Pitt puis une deuxième fois avec l'acteur Vincent Gallo. Elle épouse le metteur en scène italien Michele Civetta à l'hôtel de ville d'Arezzo, en Toscane. Asia donne naissance à leur fils, le 15 septembre 2008. Ils se séparent en 2013.
Asia Argento s'est déclarée en faveur des droits des homosexuels et du mariage entre personnes du même sexe. Dans son autobiographie Anatomia di un cuore selvaggio (éd. Piemme, 2021), elle sort du placard : « Mi definisco bisessuale, se proprio dobbiamo dare a tutto una definizione » (litt. « Je me définis comme bisexuelle, s'il faut vraiment donner une définition à tout »).

« Moi je suis bisexuelle, tout le monde est gay je crois. Je veux ouvrir des portes mentales, émotionnelles. On est tous gays, arrête ! Ceux qui disent qu’ils ne peuvent pas, ils vont y arriver. La plus belle scène de sexe au cinéma, c’est celle que j’ai refaite sur le morceau Double Jeu avec notre bien-aimé pour toute ma vie Hector Zazou, un vrai ami à moi, c’est la scène du Mépris où Brigitte Bardot demande à Michel Piccoli ce qu’il aime plus, ses seins, la pointe de ses seins… Je trouve ça très sexy, parce qu’on ne montre pas. »

— Asia Argento

## Polémiques

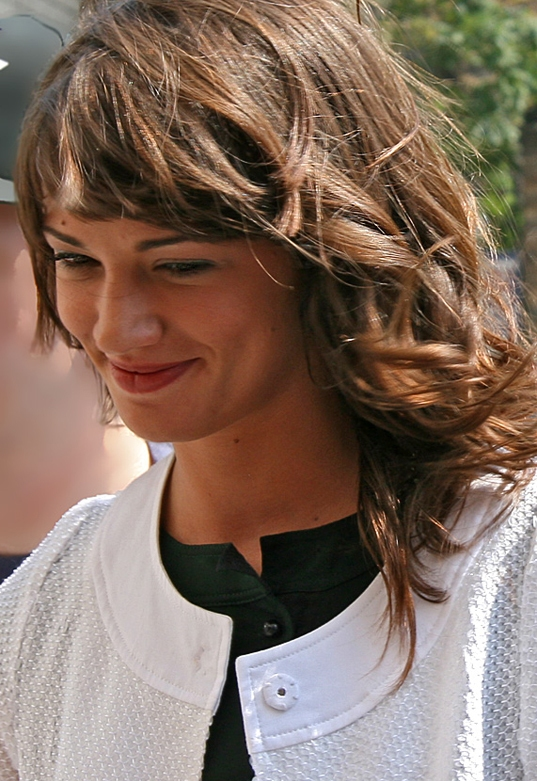
Asia Argento en 2007 au festival international du film de Toronto.

### La scène du rottweiler dansGo Go Tales(2007)
En 2007, lors de la présentation du film à Cannes, une scène du film Go Go Tales (2007), dont elle est la protagoniste, fait sensation. Asia Argento, qui jouait le rôle d'une strip-teaseuse, a embrassé la gueule d'un rottweiler avec beaucoup de passion. Avant sa sortie en salle, l'actrice a déclaré qu'elle aurait préféré ne jamais avoir fait ce film, car elle avait été instrumentalisée et on ne parlait d'elle que pour sa prestation avec le chien.

### Mise en cause d'Harvey Weinstein par Asia Argento (2017)
Le 10 octobre 2017, dans le magazine The New Yorker, elle accuse le producteur Harvey Weinstein d'agression sexuelle dans le cadre de l'affaire Harvey Weinstein. L'actrice dénonce une relation sexuelle orale non consentie, qui aurait eu lieu en 1997 à l'hôtel du Cap-Eden-Roc, sur la Côte d'Azur,. Elle déclare avoir aussi eu plusieurs relations sexuelles consenties avec lui pendant les cinq années qui ont suivi, précisant qu'elle s'était sentie « obligée » de céder aux avances du producteur, car ce dernier était capable de détruire sa carrière,,.
Asia deviendra l'une des figures de proue du mouvement MeToo, mais cela occasionnera également de nombreuses critiques et menaces à son encontre, ce qui la poussera elle et sa famille à quitter l'Italie pour un temps et à se réfugier à Berlin. En France, la réalisatrice Catherine Breillat, qui l'avait dirigée dans Une vieille maîtresse (2007), va notamment critiquer son témoignage en mars 2018 : « Pour être honnête, je ne crois pas Asia Argento. Je la connais depuis qu'elle est très très jeune... S'il y a bien une personne capable de se défendre, qui n'est pas farouche concernant le sexe, c'est elle. [...] Pour Asia, c'était disons, uniquement motivé par des raisons personnelles. C'était comme de la semi-prostitution. (...) Harvey Weinstein n'est pas le pire, n'est pas le plus stupide non plus ». Argento a vertement répondu sur Twitter que Catherine Breillat est la « réalisatrice la plus sadique et simplement méchante avec laquelle j'ai jamais travaillé [...] Elle prenait un plaisir extrême à humilier ses acteurs et son équipe ».
Lors d'un discours au Festival de Cannes 2018, Argento confirme ses accusations à l'égard du producteur, déclarant avoir été abusée à Cannes même et exprime également son souhait que les responsables de comportements inappropriés à l'égard des femmes soient poursuivis.

### Suicide d'Anthony Bourdain (2018)
Le 8 juin 2018, son compagnon Anthony Bourdain se suicide dans la chambre d'hôtel qu'il occupait, quelques jours après la révélation de la liaison d'Asia avec le journaliste français Hugo Clément,. Rose McGowan défend l'actrice en disant qu'ils étaient un couple libre,.

### Mise en cause d'Asia Argento par Jimmy Bennett (2018)

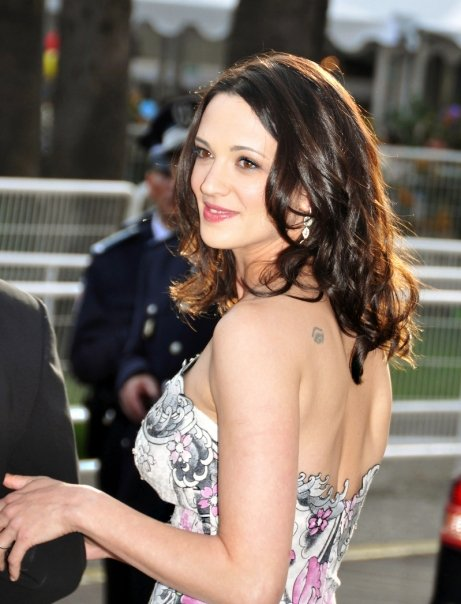
Asia Argento au Festival de Cannes 2009.

En août 2018, le magazine The New York Times révèle qu'Asia a conclu un accord financier à hauteur de 380 000 dollars, avec l'acteur et musicien Jimmy Bennett, qui l'accuse de l'avoir sexuellement agressé le 9 mai 2013, dans une chambre d'hôtel en Californie, alors qu'il n'avait que 17 ans,. Les acteurs s'étaient rencontrés en 2004 sur le tournage du film Le Livre de Jérémie, qu'Asia a réalisé. Argento lui aurait fait boire de l'alcool puis l'aurait agressé sexuellement.
À la suite des révélations faites par le journal, l'actrice affirmera qu'elle n'a jamais eu de relation sexuelle avec Bennett, mais qu'Anthony Bourdain, son époux d'alors, avait versé les 380 000 dollars pour aider le jeune acteur, qui passait par des phases difficiles.
Cependant, une photo d'elle seins nus au lit avec Bennett dans une chambre d'hôtel le jour présumé de l'agression, ainsi que la révélation du contenu de textos envoyés à l'une des amies d'Argento, mettent à mal son démenti. Les textos sont dévoilés par Rain Dove, un mannequin non binaire et compagnon de Rose McGowan,.
En septembre 2018, l'avocat d'Asia Argento déclare qu'en 2013 en Californie, c'est Bennett qui aurait attaqué sa cliente, qui a choisi de ne pas le poursuivre pour l'avoir agressée sexuellement. L'avocat annonce également que le 1er août 2018, Asia Argento a ordonné la suspension immédiate des paiements prévus dans le cadre du règlement avec l'acteur, qui avait déjà reçu 250 000 $ sur les 380 000 $ attendus.
Toujours en septembre 2018, Jimmy Bennett, invité de Massimo Giletti (it) dans l'émission Non è l'Arena, confirme avoir été violé et avoir subi un rapport sexuel complet. Selon le garçon, comme dans l'affaire Weinstein, « Asia a également abusé de son pouvoir » et cette expérience l'avait laissé « très perturbé, mortifié, dégoûté ».
Le 1er octobre 2018, dans le respect du droit de réponse, Asia Argento participe à la même émission. Elle admet avoir eu une relation physique avec Jimmy Bennett, mais elle affirme que Bennett donne une version faussée des évènements, que c'est lui qui l'a agressée en tant que « ragazzo con gli ormoni impazziti » (litt. « garçon en pleine explosion hormonale ». Elle affirme également que toutes les révélations précédentes du mannequin Rain Dove sur les SMS lui auraient été extorquées par fraude et tromperie, puis revendues aux journaux avec des omissions destinées à déformer la vérité, comme elle l'avait déjà déclaré dans une interview accordée au Daily Mail le 25 septembre.

### Mise en cause de Rob Cohen par Asia Argento (2021)
Le 24 janvier 2021, Argento a affirmé que le réalisateur Rob Cohen l'avait droguée avec du GHB et l'avait violée pendant le tournage de xXx en 2001. L'avocat de Cohen a réfuté l'accusation d'Argento, la qualifiant d'« absolument fausse »,.

## Filmographie

### Actrice de cinéma

#### Longs métrages

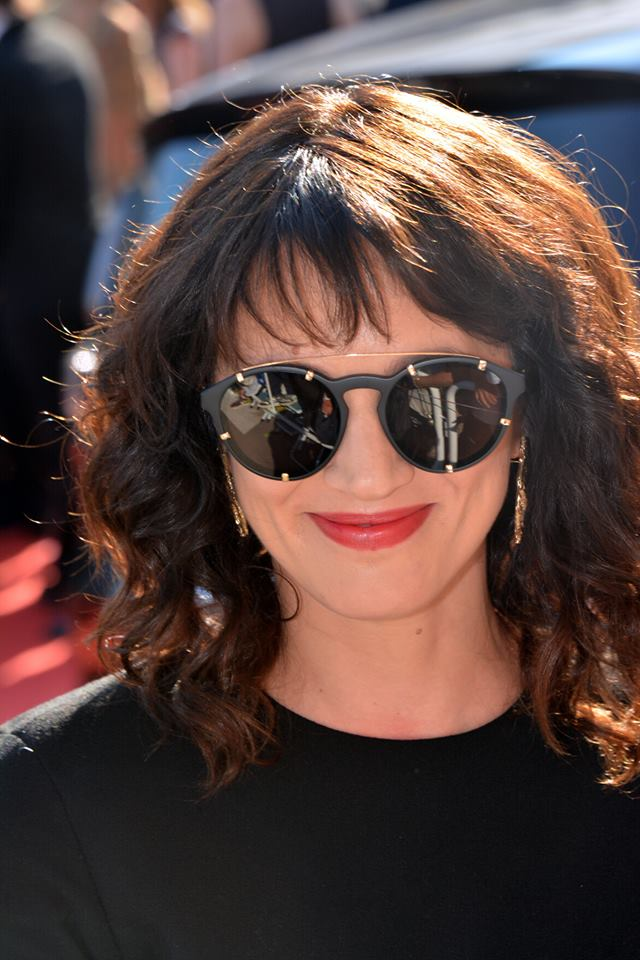
Asia Argento au Festival de Cannes 2018.

- 1986 : Démons 2 (Demoni 2... L'incubo ritorna) de Lamberto Bava : Ingrid Haller
- 1989 : Zoo, l'appel de la nuit (Zoo) de Cristina Comencini : Martina
- 1989 : Sanctuaire (La chiesa) de Michele Soavi : Lotte
- 1989 : Palombella rossa de Nanni Moretti : Valentina
- 1992 : Les Amies de cœur (Le amiche del cuore) de Michele Placido : Simona
- 1993 : Condannato a nozze de Giuseppe Piccioni : Olivia
- 1993 : Trauma de Dario Argento : Aura Petrescu
- 1994 : De Generazione de Pier Giorgio Bellocchio et Asia Argento : Lorna
- 1994 : Perdiamoci di vista de Carlo Verdone : Arianna
- 1994 : La Reine Margot de Patrice Chéreau : Charlotte de Sauve
- 1995 : Il cielo è sempre più blu d'Antonello Grimaldi : Cousin
- 1996 : Compagne de voyage (Compagna di viaggio) de Peter Del Monte : Cora
- 1996 : Le Syndrome de Stendhal (La sindrome di Stendhal) de Dario Argento : Det. Anna Manni
- 1998 : Viola bacia tutti de Giovanni Veronesi : Viola
- 1998 : New Rose Hotel d'Abel Ferrara : Sandii
- 1998 : B. Monkey de Michael Radford : Beatrice
- 1998 : Le Fantôme de l'Opéra (Il fantasma dell'Opera) de Dario Argento : Christine Daaé
- 2000 : Scarlet Diva d'Asia Argento : Anna Battista
- 2001 : Les Morsures de l'aube d'Antoine de Caunes : Violaine Charlier
- 2002 : La Sirène rouge d'Olivier Megaton : Anita
- 2002 : xXx de Rob Cohen : Yelena
- 2002 : Ginostra de Manuel Pradal : La nune
- 2004 : Le Ravisseur (The Keeper) de Paul Lynch : Gina
- 2004 : Le Livre de Jérémie (The Heart Is Deceitful Above All Things) d'Asia Argento : Sarah
- 2005 : Last Days de Gus Van Sant : Asia
- 2005 : Le Territoire des morts (Land of the Dead) de George A. Romero : Slack
- 2006 : Live Freaky! Die Freaky! de John Roecker : Habagail Folger (Voix)
- 2006 : Marie-Antoinette de Sofia Coppola : comtesse du Barry
- 2006 : Transylvania de Tony Gatlif : Zingarina
- 2007 : Boarding Gate d'Olivier Assayas : Sandra
- 2007 : Go Go Tales d'Abel Ferrara : Monroe
- 2007 : Une vieille maîtresse de Catherine Breillat : Vellini
- 2007 : La Troisième Mère (La terza madre) de Dario Argento : Sarah Mandy
- 2008 : De la guerre de Bertrand Bonello : Uma
- 2009 : Diamant 13 de Gilles Béhat : Calhoune
- 2011 : Cavalli de Michele Rho : la mère
- 2011 : Baciato dalla fortuna de Paolo Costella : Betty
- 2011 : À la dérive (Gli sfiorati) de Matteo Rovere : Beatrice Plana
- 2012 : Isole de Stefano Chiantini : Martina
- 2012 : Dracula de Dario Argento : Lucy Westenra
- 2012 : Do Not Disturb d'Yvan Attal : Monica
- 2013 : Cadences obstinées de Fanny Ardant : Margo
- 2014 : Shongram (সংগ্রাম) de Munsur Ali : Sarah
- 2017 : The Executrix (Agony) de Michele Civetta : Isidora
- 2018 : Alien Crystal Palace d'Arielle Dombasle : Sybille Atlante
- 2021 : Sans soleil de Banu Akseki : Léa
- 2022 : Lunettes noires (Occhiali neri) de Dario Argento : Rita
- 2022 : Padre Pio d'Abel Ferrara : Tall Man
- 2022 : Vera de Tizza Covi et Rainer Frimmel : Asia
- 2023 : Seule : Les Dossiers Silvercloud de Jérôme Dassier : Anne
- 2023 : Dario Argento Panico de Simone Scafidi : elle-même
- 2024 : Jour de colère (Interstate, il profumo della morte) de Jean Luc Herbulot : Anna
- 2024 : Schirkoa : la cité des fables (Schirkoa : In Lies We Trust) d'Ishan Shukla : la sirène (voix)[72]
- 2024 : Romeo è Giulietta de Giovanni Veronesi : elle-même
- 2024 : Les Reines du drame d'Alexis Langlois : Magalie Charmer[73]
- 2024 : Selon Joy de Camille Lugan : Mater[74]
- 2025 : Fatti vedere de Tiziano Russo[75]
- 2025 : Plus forts que le diable de Graham Guit[76] Date sujette à modification
- 2025 : A Mother for an Hour de Giga Agladze[77] Date sujette à modification
- 2025 : Qui staremo benissimo de Renato Giordano (it)[78] Date sujette à modification
- 2025 : American Nails d'Abel Ferrara Date sujette à modification

#### Courts métrages
- 1999 : La tua lingua sul mio cuore d'elle-même
- 2000 : Loredasia d'elle-même
- 2005 : Cindy: The Doll Is Mine de Bertrand Bonello : Cindy Sherman / le modèle
- 2006 : Friendly Fire de Michele Civetta
- 2012 : Firmeza d'elle-même : Asia
- 2013 : The Voice Thief d'Adan Jodorowsky : Naya
- 2017 : Shadow de Pascal Greco
- 2020 : Ælectra d'elle-même

### Actrice de télévision
- 1985 : Sogni e bisogni (it) (mini-série), épisode 2 Il ritorno di Guerriero de Sergio Citti : Gloria
- 1987 : Turno di notte (série télévisée), épisode 13 Giallo natale de Luigi Cozzi
- 2000 : Les Misérables (mini-série) de Josée Dayan : Éponine Thénardier
- 2004 : Milady (téléfilm) de Josée Dayan : Sally La Chèvre
- 2011 : Sangue caldo (it) (série télévisée) : Anna Rosi
- 2013 : Mafiosa (série télévisée), saison 5 : Charlie
- 2014 : Rodolfo Valentino - La leggenda (it) (mini-série télévisée)
- 2023 : Gigolò per caso (it) (série télévisée) : Costanza
- 2024 : La Storia (it) (série télévisée) : Santina

### Actrice de clips
- 1993 : Faccio la mia cosa (it) de Frankie Hi-NRG MC, réalisé par Alex Infascelli : la fille
- 1993 : Libri di sangue (it) de Frankie Hi-NRG MC, réalisé par Alex Infascelli
- 1993 : Libri di sangue (remix) de Frankie Hi-NRG MC, réalisé par Alex Infascelli
- 1994 : Potere alla parola de Frankie Hi-NRG MC, réalisé par Alex Infascelli : l'infirmière
- 1998 : Autodafè (it) de Frankie Hi-NRG MC, réalisé par Riccardo Sinigallia (it)
- 2001 : L'assenzio de Bluvertigo, réalisé par elle-même : elle-même
- 2003 : This Picture de Placebo, réalisé par Howard Greenhalgh : la femme
- 2004 : (s)AINT de Marilyn Manson, réalisé par elle-même : elle-même
- 2005 : Io ballo sola de Loredana Bertè
- 2006 : Dead Meat de Sean Lennon, réalisé par Michele Civetta
- 2008 : Live Fast ! Die Old ! de Munk, réalisé par Manuel Werner
- 2009 : Life Ain't Enough For You de Tigerman
- 2009 : Ancora qui (it) de Renato Zero
- 2013 : Ours de Tim Burgess (en)
- 2017 : La Vie est belle d'Indochine[79], réalisé par elle-même
- 2019 : Gloria, d'Indochine feat. Asia Argento, réalisé par Nicola Sirkis
- 2021 : I'm Broken d'Asia Argento feat. DJ Gruff, réalisé par Roberto Ortu
- 2023 : Good girl de The Legendary Tigerman

### Réalisatrice

#### Longs métrages
- 1994 : De Generazione
- 2000 : Scarlet Diva
- 2004 : Le Livre de Jérémie (The Heart Is Deceitful Above All Things)
- 2014 : L'Incomprise (Incompresa)

#### Courts métrages
- 1994 : A ritroso
- 1998 : Abel/Asia (documentaire)
- 1999 : La tua lingua sul mio cuore
- 2000 : La scomparsa
- 2000 : Lo spietato
- 2000 : Loredasia
- 2001 : L'assenzio de Bluvertigo
- 2004 : (s)AINT de Marilyn Manson (clip)
- 2007 : Delfinasia
- 2009 : 42 One Dream Rush
- 2012 : Firmeza
- 2013 : Era di marzo
- 2017 : La Vie est belle d'Indochine[79] (clip)
- 2020: Ælectra

### Scénariste
- 1994 : De Generazione
- 1999 : La tua lingua sul mio cuore
- 2000 : Scarlet Diva
- 2000 : Loredasia
- 2001 : L'assenzio
- 2004 : Le Livre de Jérémie (The Heart Is Deceitful Above All Things)

### Productrice
- 2000 : Loredasia
- 2000 : La scomparsa
- 2022 : Lunettes noires (Occhiali neri) de Dario Argento

### Voix françaises (en France)
- Olivia Dalric dans :
  - B. Monkey (1998)
  - Marie-Antoinette (2006)
  - Boarding Gate (2007)
- Barbara Kelsch dans :
  - Le Livre de Jérémie (film) (2004)
  - Le Territoire des morts (2005)
- Françoise Cadol dans La Sirène rouge (2002)

## Théâtre
- 2017 : Rosalind Franklin: Il segreto della vita : Rosalind Franlin

## Musique

### Chanson
- 2017 : Gloria[33] (Duo avec Nicola Sirkis - Indochine)

- 2020 : Dream Baby Dream[80] (Duo avec The Penelopes)

### Autres
- 2002 : participation au collectif musical Trash Palace
- 2008 : Vs. Antipop Archidram & Friends (Milan/Refuge Records/Ryko)
- 2009 : chante sur deux titres de l'album Femina de The Legendary Tigerman
- 2013 : Total Entropy Nuun Records/La Baleine[81],[82].
- 2015 : Chante sur un titre de l'album Musique de film imaginé de The Brian Jonestown Massacre
- 2017 : La vie est belle d'Indochine (réalisatrice du clip)

## Distinctions

### Récompenses
- Prix Capri Arts Award lors des Capri 2009 pour Diamant 13 (2009).
- David di Donatello de la meilleure actrice lors des David di Donatello 1997 pour Compagne de voyage (1996).
- Globe d'or de la meilleure actrice lors des Globes d'or 1996 pour Compagne de voyage (1996).

### Nominations
- Globe d'or de la meilleure actrice lors des Globes d'or 2012 pour Isole.
- Globe d'or du meilleur film européen lors des Globes d'or 2007.
- Ruban d'argent de la meilleure actrice à la 61e cérémonie des Rubans d'argent pour Le Livre de Jérémie (2004).
- Prix de la meilleure actrice lors des Melbourne Underground Film Festival 2003 pour Scarlet Diva (2000).
- Prix de la meilleure nouvelle réalisatrice lors des Williamsburg Brooklyn Film Festival 2001 pour Scarlet Diva (2000) partagé avec Anne Paas pour The Greatest Show on Earth (2001) et Mighty Mutts (2001).
- Prix German Independence Honorary Award partagé avec Harry Kümel lors du Festival international du film d'Oldenbourg 1999.
- Prix pour l'ensemble de sa carrière d'actrice lors des Los Angeles Italian Film Awards 2004.
- Ruban d'argent de la meilleure actrice à la 52e cérémonie des Rubans d'argent pour Compagne de voyage (1996).
- Ruban d'argent de la meilleure actrice à la 50e cérémonie des Rubans d'argent pour Perdiamoci di vista! (1994).
- Fantasporto 1995 Prix du meilleur film pour De Generazione (1995) partagé avec Antonio Antonelli, Pier Giorgio Bellocchio, Eleonora Fiorini, Alex Infascelli, Marco et Antonio Manetti, Andrea Maula, Andrea Prandstraller, Alberto Taraglio et Alessandro Valori.
- MystFest 1994 : Prix du Public du meilleur film pour De Generazione (1995) partagé avec Antonio Antonelli, Pier Giorgio Bellocchio, Eleonora Fiorini, Alex Infascelli, Marco et Antonio Manetti, Andrea Maula, Andrea Prandstraller, Alberto Taraglio et Alessandro Valori.
- David di Donatello de la meilleure actrice lors des David di Donatello 1994 pour Perdiamoci di vista! (1994).
- Prix de la meilleure actrice lors du Prix Flaiano 1994 pour Perdiamoci di vista! (1994).
- Ruban d'argent de la meilleure actrice par le 49e cérémonie des Rubans d'argent pour Condannato a nozze (1993).
- Ruban d'argent de la meilleure actrice par le 48e cérémonie des Rubans d'argent pour Le amiche del cuore (1992).
- Globe d'or de la meilleure actrice lors des Globe d'or 1989 pour Zoo, l'appel de la nuit (1988).
- Bronze de la meilleure actrice lors du festival du film de Giffoni 1988 pour Zoo, l'appel de la nuit (1988).

## Publications
- Je t'aime Kirk  (trad. de l'italien), Paris, Florent Massot, 2001, 155 p. (ISBN 978-2-84588-033-7, BNF 37645750)
- Anatomia di un cuore selvaggio. Autobiografia, Piemme, 2021.